# Бондари (Кременчугский район)
Бондари́ (укр. Бондарі) — село, Бондаревский сельский совет, Кременчугский район, Полтавская область, Украина.
Код КОАТУУ — 5322480701. Население по переписи 2001 года составляло 403 человека.
Является административным центром Бондаревского сельского совета, в который, кроме того, входят сёла Василенки, Зарудье, Остапцы и Ревовка.

## Географическое положение
Село Бондари находится на левом берегу реки Рудька, выше по течению на расстоянии в 1,5 км расположено село Новая Галещина, на противоположном берегу — село Остапцы. Рядом проходит железная дорога, станция Беланы.

## Экономика
- ЧП «Бондаревское».

## Экология
- Около села расположен промышленный пруд-выпарщик ЗАО «Укртатнефть». Сюда уже свыше 20 лет предприятие сбрасывает воды с остатками нефтепродуктов. Площадь пруда ~330 га.